# Ли Хэ
Ли Хэ известен как Гуйкай и Шигуй (кит. трад. 李賀, ок.790—791, Лоян Хэнань — ок.816—817, Иян (Лоян)) — китайский поэт конца эпохи династии Тан.

## Биография
Несмотря на своё отдалённое родство с императорской семьей, не был допущен к сдаче государственных экзаменов, и был бедным мелким чиновником.

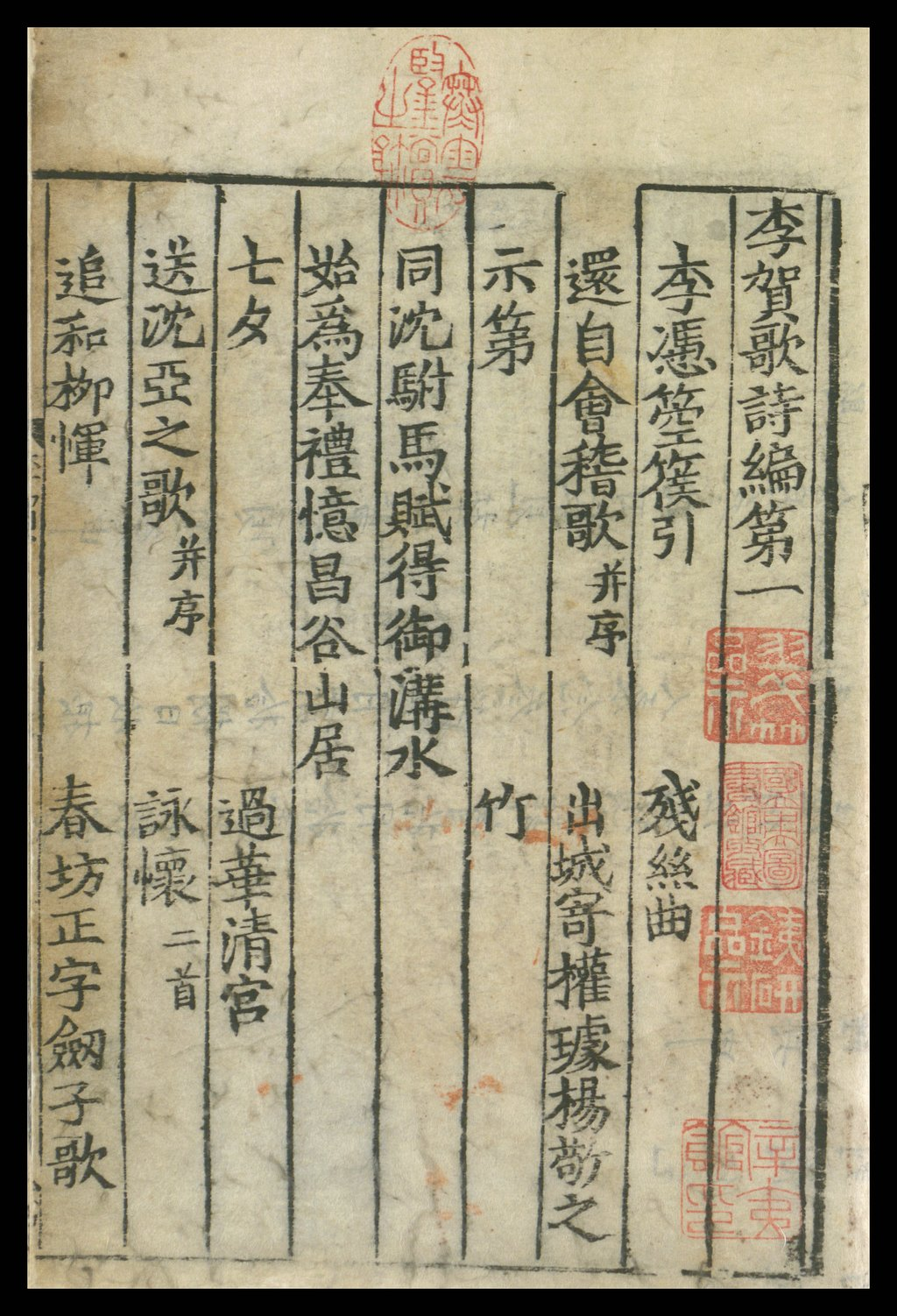
Сборник песен и стихов Ли Хэ

Отличался неординарным и образным стилем творчества. Из его наследия сохранилось около 250 произведений. В творчестве Ли Хэ отразилась, главным образом, неудовлетворенность поэта, отвергнутого официальным обществом (аллегорический цикл «Кони» — «Ма ши»), вынужденного искать утешение либо в кругу друзей (анакреонтические циклы), либо на лоне природы — «Родная Чангу» («Чангу ши»), «Весной вернулся в Чангу» («Чунь гуй Чангу»). Воспевая небожителей, Ли Хэ выразил мечту о счастливой жизни на земле: «На небе» («Тянь шан яо»), «Во сне небо посетил» («Мын тянь»). Узкий социальный круг давал поэту мало материала для отображения жизни народа. Тяжёлая участь труженика — тема его стихотворения «Искатели яшмы» («Лаофу цай юй гэ»). Хотя его творчеством восхищались поэты конца эпохи Тан, ни одно из его стихотворений не вошло в популярные антологии, такие как «Триста танских поэм». Его стихи исследуют призрачные, сверхъестественные и фантастические темы.